# Valentino Acuña
Valentino Acuña (Rosario, 27 de enero de 2006) es un futbolista argentino. Juega como mediocampista ofensivo y su equipo actual es Newell's Old Boys, de la Primera División de Argentina.

## Trayectoria

### Inicios
Sus primeros pasos en el fútbol los dio en el Club Bancario de Rosario. A los 3 años recién cumplidos, convirtió su primer gol jugando al baby, fue justo contra Rosario Central, todavía defendiendo los colores de Bancario.

### Newell's Old Boys
En 2010 se sumó a las divisiones inferiores de Newell's. 
Hizo su debut en la primera de Newell's el 15 de septiembre de 2024, en el marco de la Liga Profesional de Fútbol Argentino, frente a Argentinos Juniors.

## Selección nacional

### Sub-17
Jugó en todos los partidos por el Sudamericano Sub-17 en Ecuador al mando de Diego Placente. En el Sudamericano terminaron terceros y les otorgó una plaza para jugar el Mundial Sub-17 en Indonesia.

### Sub-20
En julio de 2024 fue convocado por Diego Placente a la selección de fútbol sub-20 de Argentina para disputar el Torneo Internacional de Fútbol Sub-20 de la Alcudia.

## Estadísticas

### Clubes
Actualizado al último partido disputado el 1 de noviembre de 2024.
| Club                        | Div.                | Temporada           | Liga | Liga | Copa Nacional | Copa Nacional | Copa Internacional | Copa Internacional | Total | Total |
| Club                        | Div.                | Temporada           | PJ   | G    | PJ            | G             | PJ                 | G                  | PJ    | G     |
| --------------------------- | ------------------- | ------------------- | ---- | ---- | ------------- | ------------- | ------------------ | ------------------ | ----- | ----- |
| Newell's Old Boys Argentina |                     |                     |      |      |               |               |                    |                    |       |       |
| 1.ª                         | 2024                | 5                   | 0    | 0    | 0             | -             | -                  | 5                  | 0     |       |
| Total                       | Total               | 5                   | 0    | 0    | 0             | -             | -                  | 5                  | 0     |       |
| Total en su carrera         | Total en su carrera | Total en su carrera | 5    | 0    | 0             | 0             | -                  | -                  | 5     | 0     |